# Tour of Duty
Tour of Duty was een Amerikaanse dramaserie over de Vietnamoorlog die op de Amerikaanse televisie werd uitgezonden van 1987 tot 1990.
De titelsong was vanaf de tweede aflevering Paint It Black van The Rolling Stones.
De serie bestaat uit drie seizoenen. In het eerste seizoen, beginnend in het tweede deel van 1967, behoort het peloton tot de 196th Light Infantry Brigade met als basiskamp Chu Lai. Het peloton is in Chu Lai slechts enkele malen terug te vinden en is grotendeels te zien op Firebase Ladybird of in de jungle.
Het tweede seizoen start in januari 1968 waar we het peloton nu zien als onderdeel van MACV (Military Assistence Command Vietnam), gestationeerd te Vliegbasis Tân Sơn Nhứt, Saigon. Hier voeren ze verschillende taken uit welke gaan van bewakingsopdrachten tot de typische Search and Destroy missions.
Ook spelen in dit seizoen meerdere vrouwelijke personages mee om zo meer vrouwelijke kijkers te trekken.
Dit betekende volgens de makers het einde van de serie, al werd het ook veroorzaakt door de programmering tegenover andere populaire series op andere zenders.
Het derde seizoen brengt het peloton naar Camp Barnett, een Special Forces Camp waar ze wegens een tekort aan manschappen ter ondersteuning worden toegevoegd aan de Special Forces Group. Uiteindelijk worden de hoofdpersonages opgenomen in de Studies and Observations Group (SOG) genaamd als Team-Viking dat zowel opereert in Vietnam als Cambodja.
Naar het einde van seizoen drie worden de SOG-operaties stopgezet en wordt het peloton opnieuw gevormd.
De serie was vernieuwend, omdat zij in tegenstelling tot veel andere films en series ook regelmatig ernstige verwondingen en doden toonde. Ook kwamen sociale problemen als racisme, zelfmoord, terrorisme, oorlogsmisdaden en drugsgebruik aan bod.
De serie werd tussen 1990 en 1993 in Nederland uitgezonden door het publieke Veronica op Nederland 2 en was enorm populair met hoge kijkcijfers. Er zijn diverse CD's uitgebracht met hits uit de serie. De titelsong Paint It Black van The Rolling Stones werd vanaf eind april 1990 opnieuw een grote hit en werd veel gedraaid op de TROS-donderdag en de volle vrijdag van Veronica op de nationale publieke popzender Radio 3. De plaat bereikte de nummer 1-positie in zowel de Nederlandse Top 40 als de Nationale Top 100.
In België werd de serie destijds op televisie uitgezonden op het eerste net door de Vlaamse BRT.

## Cast
| Acteur              | Personage                                | Opmerkingen      |
| ------------------- | ---------------------------------------- | ---------------- |
| Stephen Caffrey     | 1Lt. Myron Goldman                       | 58 afleveringen. |
| Terence Knox        | Sgt. 1st-class. Clayton Ezekiel Anderson | 57 afleveringen. |
| Ramón Franco        | Spec.4 Alberto Ruiz                      | 55 afleveringen. |
| Miguel A. Núñez jr. | Sgt. Marcus Taylor                       | 53 afleveringen. |
| Tony Becker         | Spec.4 Daniel 'Danny' Percell            | 50 afleveringen. |
| Stan Foster         | Sgt. Marvin Johnson                      | 42 afleveringen. |
| Dan Gauthier        | 1Lt. John McKay                          | 32 afleveringen. |
| Eric Bruskotter     | Spec.4 Scott Baker                       | 20 afleveringen. |
| Joshua D. Maurer    | Spec.4 Roger Horn                        | 19 afleveringen. |
| John Dye            | Pfc. Francis 'Doc Hoc' Hockenbury        | 18 afleveringen. |
| Kim Delaney         | Alex Devlin                              | 18 afleveringen. |
| Steve Akahoshi      | Spec.4 Randy 'Doc' Matsuda               | 12 afleveringen. |
| Kevin Conroy        | Capt. Rusty Wallace                      | 9 afleveringen.  |
| Carl Weathers       | COL Carl Brewster                        | 9 afleveringen.  |
| Michael B. Christy  | MAJ Mike Duncan                          | 8 afleveringen.  |
| Kyle Chandler       | PVT William Griner                       | 8 afleveringen.  |
| Betsy Brantley      | Dr. Jennifer Seymour                     | 7 afleveringen.  |
| Richard Brestoff    | MAJ Darling                              | 7 afleveringen.  |
| Robert M. Bouffard  | PVT Seaver                               | 6 afleveringen.  |
| Charles Hyman       | MSGT Hannegan                            | 5 afleveringen.  |
| Alan Scarfe         | COL Stringer                             | 5 afleveringen.  |
| Peter Vogt          | BG Elliot                                | 5 afleveringen.  |
| Lee Majors          | Spec.4'Pop' Scarlet                      | 5 afleveringen.  |
| Bruce Gray          | LTC Dalby                                | 4 afleveringen.  |
| Greg Germann        | 2nd Lt. Beller                           | 4 afleveringen.  |
| Patrick Kilpatrick  | 'Duke' Fontaine                          | 4 afleveringen.  |
| Marilyn Tokuda      | Li An Brewster                           | 4 afleveringen.  |
| Joseph Hieu         | Chieu                                    | 4 afleveringen.  |
| Penny Peyser        | Carol Anderson                           | 3 afleveringen.  |
| Kamala Lopez        | Spec.4 Susanna Lozada                    | 3 afleveringen.  |
| James Hong          | Col. Li Trang                            | 3 afleveringen.  |
| Pamela Gidley       | 2nd Lt. Nikki Raines                     | 3 afleveringen.  |
| Oz Tortora          | CIA Agent Sid Boyle                      | 3 afleveringen.  |
| Krista Errickson    | Stacy Bridger                            | 2 afleveringen.  |
| Bob Fimiani         | Maj. Braun                               | 2 afleveringen.  |
| Maria Mayenzet      | Sister Bernadette                        |                  |
| Peter McKernan      | ...Pilot...                              |                  |
| George O'Hanlon Jr. | Lt. Ferguson                             |                  |
| Khoi Tran           | ARVN Scout                               |                  |
| Le Tuan             | Chief                                    |                  |
| Michael Fairman     | MG Edward Higgins                        |                  |
| Dean Hamilton       | Sgt. Worthen                             |                  |
| Jihmi Kennedy       | Shakey Williams                          |                  |
| John Walter Davis   | Noonan                                   |                  |
| Peter Trencher      | Hartson                                  |                  |
| Tony DeCarlo        | PFC Jake Kuslets                         |                  |
| Robert Ito          | Joe                                      |                  |
| Leo Rossi           | Jake Bridger                             |                  |
| Bryan O'Dell        | PVT Calhoun                              |                  |
| April Tran          | Dep                                      |                  |
| Marc Bossley        | Medic                                    |                  |
| Andrew Dupree       | GI                                       |                  |
| Mike Ebner          | Sgt. Boyle                               |                  |